# Бражник Мегера
Бра́жник Меге́ра (лат. Euchloron megaera) —  вид африканских ночных бабочек из семейства бражников. Единственный представитель рода Euchloron Boisduval, 1875.

## Этимология латинского названия
Видовой эпитет связан с Мегерой, одной из трёх фурий, богиней-мстительницей, воплощением злобы и ревности из древнегреческой мифологии.

## Общая характеристика

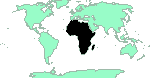
Ареал бражника Мегеры

Передние и задние крылья бражника соединены друг с другом особым крючком (зацепкой) и щетинкой.
В соответствии с латинским названием рода, общая окраска тела и крыльев зелёная, кроме задних крыльев, которые имеют оранжево-чёрно-коричневый рисунок.
Несмотря на толстое брюшко, бражники летают быстрее всех других бабочек.
Распространён по всей Африке южнее Сахары и на Мадагаскаре.

## Классификация
Род Euchloron включает один вид — бражника Мегеру, Euchloron megaera Linnaeus, 1758), который подразделен на два подвида:
- Euchloron megaera lacordairei (Boisduval, 1833)

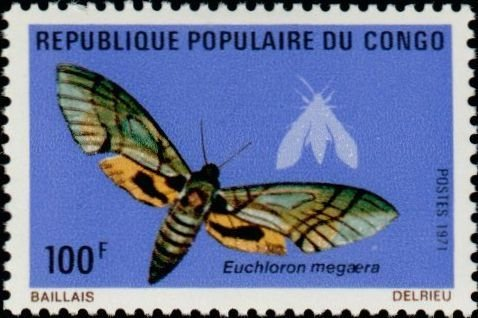
Почтовая марка Республики Конго, 1971

- Euchloron megaera serrai Darge, 1970